# 汀漳道
汀漳道（ていしょう-どう）は中華民国北京政府により設置された福建省の道。

## 沿革
1913年（民国2年）2月12日、西路道として成立、観察使は竜渓県に置かれ、下部に長汀、寧化、上杭、武平、清流、連城、帰化、永定、雲霄、竜渓、漳浦、南靖、長泰、平和、詔安、海澄、竜岩、漳平、寧洋の19県を管轄した。1914年（民国3年）5月23日、汀漳道と改称され、観察使も道尹と改められた。道治の竜渓県は道域の東部に位置し交通に不便があったこと、秦代には直隷州の州治が竜岩県に設置されていたことより、同年7月に、道尹は竜岩県に移転されている。1915年（民国4年）9月には新に東山県を管轄した。1927年（民国16年）に廃止されている。

## 行政区画
廃止直前の下部行政区画は下記の通り。（50音順）
- 雲霄県
- 永定県
- 海澄県
- 帰化県
- 詔安県
- 上杭県
- 漳平県
- 漳浦県
- 清流県
- 長泰県
- 長汀県
- 南靖県
- 寧化県
- 寧洋県
- 武平県
- 平和県
- 竜岩県
- 竜渓県
- 連城県